# Экстрасистолия
Экстрасистола — внеочередное преждевременное сердечное сокращение, деполяризация (изменение МПП) и сокращение сердца или отдельных его камер, наиболее часто регистрируемый вид аритмий. Экстрасистолы можно обнаружить у 60—70 % людей. В основном они носят функциональный (нейрогенный) характер, их появление провоцируют стресс, курение, алкоголь, крепкий чай и особенно кофе. Однако новые исследования показывают, что кофеин в большинстве случаев не связан с возникновением нарушений ритма, а в некоторых случаях он даже защищает от их возникновения. Экстрасистолы органического происхождения возникают при повреждении миокарда (ишемическая болезнь сердца, кардиосклероз, дистрофия, воспаление). Внеочередной импульс может исходить из предсердий, предсердно-желудочкового соединения и желудочков. Возникновение экстрасистол объясняют появлением эктопического очага триггерной активности, а также существованием механизма reentry. Временные взаимоотношения внеочередного и нормального комплексов характеризует интервал сцепления.

## Классификация
1. Монотопные мономорфные экстрасистолы — один источник возникновения, постоянный интервал сцепления в одном и том же отведении, имеют одинаковую форму ЭКГ (даже при разной продолжительности комплекса QRS).
2. Монотопные полиморфные экстрасистолы — один источник возникновения, постоянный интервал сцепления в одном и том же отведении, имеют разную форму.
3. Политопные экстрасистолы — из нескольких эктопических очагов, различные интервалы сцепления в одном и том же отведении ЭКГ (различия составляют более 0,02—0,04 с), разные отличающиеся друг от друга по форме экстрасистолические комплексы.
4. Неустойчивая пароксизмальная тахикардия — три и более следующих друг за другом экстрасистол (ранее обозначались как групповые, или залповые, экстрасистолы). Так же как и политопные экстрасистолы, свидетельствуют о выраженной электрической нестабильности миокарда.

Компенсаторная пауза — продолжительность периода электрической диастолы после экстрасистолы. Делят на полную и неполную:
- Полная — суммарная продолжительность укороченной диастолической паузы до и удлинённой диастолической паузы после экстрасистолы равна продолжительности двух нормальных сердечных циклов. Возникает при отсутствии распространения импульса в ретроградном направлении до синусно-предсердного узла (не происходит его разряжения).
- Неполная — суммарная продолжительность укороченной диастолической паузы до и удлинённой диастолической паузы после экстрасистолы меньше продолжительности двух нормальных сердечных циклов. Обычно неполная компенсаторная пауза равна продолжительности нормального сердечного цикла. Возникает при условии разрядки синусно-предсердного узла. Удлинения постэктопического интервала не происходит при интерполированных (вставочных) экстрасистолах, а также поздних замещающих экстрасистолах.

Аллоритмии — чередование основного ритма и экстрасистолии в определённой последовательности
1. Бигеминия — после каждого нормального сокращения следует экстрасистола.
2. Тригеминия — за двумя основными комплексами следует одна экстрасистола или за одним очередным комплексом следует две экстрасистолы.
3. Квадригеминия — экстрасистола следует после каждых трёх нормальных сокращений.

### Градация желудочковых экстрасистол по Лауну — Вольфу — Райяну[3].
- I — до 30 экстрасистол за любой час мониторирования
- II — свыше 30 экстрасистол за любой час мониторирования
- III — полиморфные экстрасистолы
- IVa — парные мономорфные экстрасистолы
- IVb — парные полиморфные экстрасистолы
- V — пробежка желудочковой тахикардии (3 и более подряд).

Частота (за 100 % принято общее количество экстрасистол): синусовые экстрасистолы — 0,2 %; предсердные экстрасистолы — 25 %; экстрасистолы из предсердно-желудочкового соединения — 2 %; желудочковые экстрасистолы — 62,6 %; различные сочетания экстрасистол — 10,2 %.

## Этиология
Функционального характера: различные вегетативные реакции, эмоциональное напряжение, курение, злоупотребление крепким чаем, кофе, алкоголем.
Органического происхождения: их появление свидетельствует о достаточно глубоких изменениях в сердечной мышце в виде очагов ишемии, дистрофии, некроза или кардиосклероза, способствующие формированию электрической негомогенности сердечной мышцы. Чаще всего экстрасистолия наблюдается при остром инфаркте миокарда, ишемической болезни сердца, артериальной гипертензии, ревматических пороках сердца, миокардитах, хронической сердечной недостаточности. Различные варианты стойкой желудочковой аллоритмии — бигеминии, тригеминии — характерны для передозировки сердечных гликозидов.

## Клиническая картина
Проявления обычно отсутствуют, особенно при органическом происхождении экстрасистол. Жалобы на толчки и сильные удары сердца, обусловленные энергичной систолой желудочков после компенсаторной паузы, чувство замирания в груди, ощущение остановившегося сердца. Симптомы невроза и дисфункции вегетативной нервной системы (более характерны для экстрасистол функционального происхождения): тревога, бледность, потливость, страх, чувство нехватки воздуха. Частые (особенно ранние и групповые) экстрасистолы приводят к снижению сердечного выброса, уменьшению мозгового, коронарного и почечного кровотока на 8—25 %. При стенозирующем атеросклерозе церебральных и коронарных сосудов могут возникать преходящие нарушения мозгового кровообращения (парезы, афазия, обмороки), приступы стенокардии.

## Лечение
Устранение провоцирующих факторов, лечение основного заболевания. Единичные экстрасистолы без клинических проявлений не корригируют. Лечение нейрогенных экстрасистол: соблюдение режима труда и отдыха, диетические рекомендации, регулярные занятия спортом, психотерапия, транквилизаторы или седативные средства (например, диазепам, настойка валерианы).
Желудочковая экстрасистолия обычно не требует лечения антиаритмиками. Лечение основного (причинного) заболевания может способствовать уменьшению экстрасистол или уменьшению их восприятия.

## Прогноз
Прогноз заболевания значительно разнится в зависимости от тяжести заболевания и доступного лечения. В целом при своевременном, адекватном лечении прогноз относительно благоприятный.